# Gerhard Berger

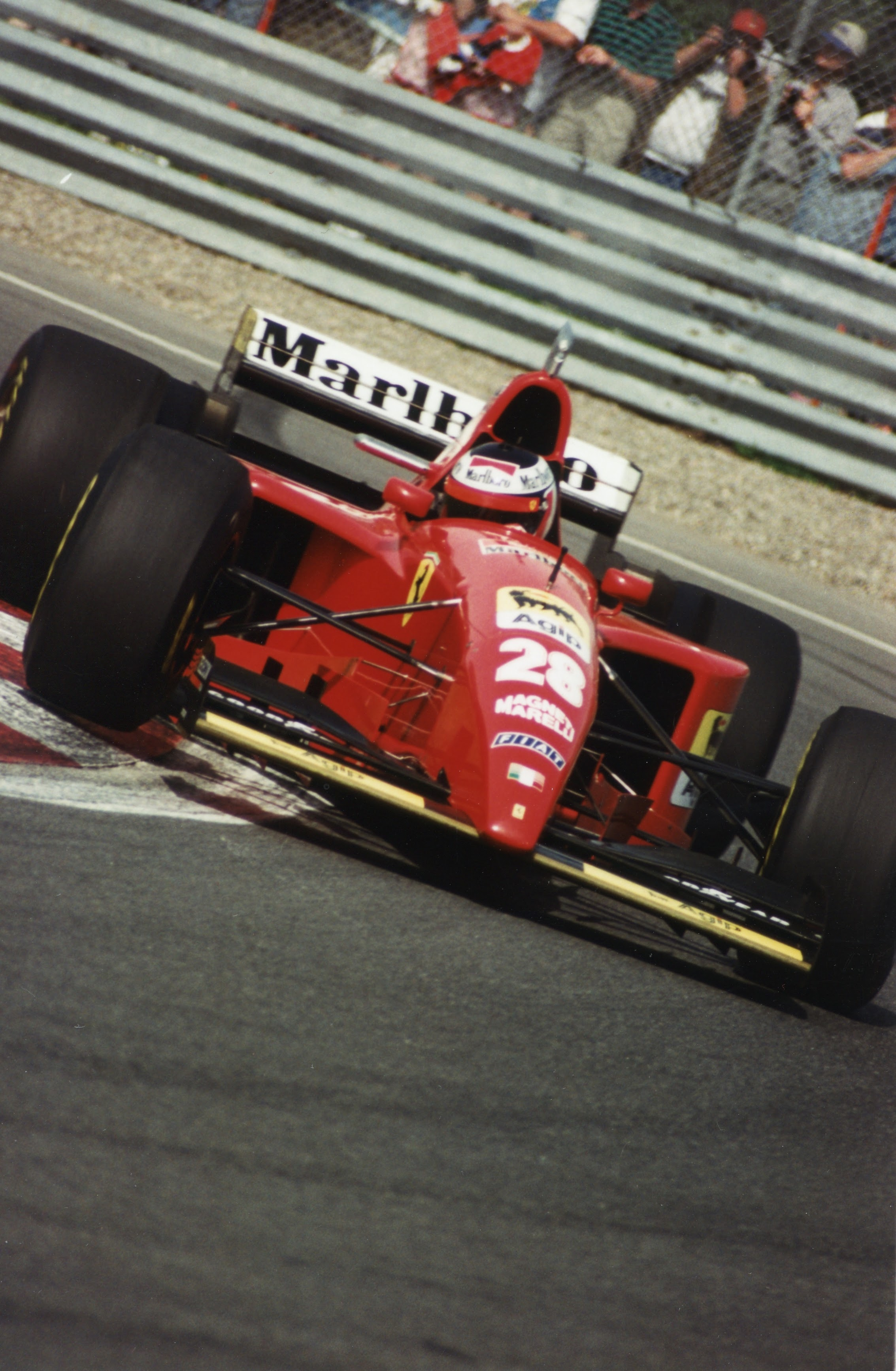
Gerhard Berger en carrera el 1995

Gerhard Berger és un ex pilot de Fórmula 1 austríac, nascut el 27 d'agost de 1959, que va participar en 210 Grans Premis, la cambra amb més participacions per darrere de Rubens Barrichello, Riccardo Patrese i Michael Schumacher.
Berger, diverses vegades guanyador en la Fórmula 3 Europea, va debutar en la Fórmula 1 en 1984 amb l'equip ATS, seguit d'una temporada completa amb Arrows en 1985. Però no va ser fins a unir-se a Benetton-BMW en 1986 que la seva carrera de F1 va prendre vol. Aprofitant el poder del motor turbo BMW, Berger va guanyar el seu primer Gran Premi de Mèxic i va ser contractat per Ferrari en 1987.
En 1987, va guanyar les dues últimes rondes de la temporada, convertint-se en el favorit per a 1988. Tristament para Berger, l'equip McLaren compost per Alain Prost i Ayrton Senna va dominar la temporada, guanyant 15 de les 16 rondes. Berger va ser l'únic a trencar la ratxa de McLaren, a l'imposar-se en el Gran Premi d'Itàlia. Aquesta va ser una victòria particularment commovedora per a l'equip, ja que va arribar setmanes després de la mort de Enzo Ferrari.
Berger va tenir sort d'escapar amb vida d'un greu xoc en el Gran Premi de San Marino de 1989, en el qual va sofrir de lleus ferides. La col·lisió es va produir a la famosa corba Tamburello, la mateixa on va xocar Ayrton Senna en 1994. Va tornar a l'acció per a mitjans d'aquesta temporada, guanyant el Gran Premi de Portugal.
De 1990 a 1992 Berger es va unir a Ayrton Senna en McLaren, però no va poder arribar al brasiler. Només va guanyar tres vegades en aquestes temporades, el Gran Premi del Japó de 1991 que Senna li va cedir, i dues victòries en 1992 (Canadà i Austràlia).
Berger va tornar a Ferrari en 1993. Va ser clau per a portar a Jean Todt a l'equip com mànager, asseient les bases per a les futures victòries de l'equip. En 1994, Berger es va recuperar a mig fer de les morts del seu estimat amic Ayrton Senna, i del seu compatriota Roland Ratzenberger en el Gran Premi de San Marino, amb una victòria emotiva en Hockenheim, la primera per a Ferrari des de 1990. Una temporada final en 1995 va veure a Berger assolí alguns podis, però va tornar a Benetton després de l'arribada de Michael Schumacher a Ferrari en 1996.
Berger va passar les seves últims dos anys en l'esport amb l'equipo Benetton. Va guanyar el seu últim Gran Premi de nou en Hockenheim en 1997, regressant després d'un llarg retir a causa de la mort del seu pare.
Gerhard Berger es va retirar al final de la temporada de 1997, una carrera de 13 anys en el més alt de l'automobilisme, amb deu victòries en els seus 210 GP, i tercer lloc en el campionat en tres ocasions.
Una figura immensament popular en la Fórmula 1, Berger va ser vist regularment en els pits en el seu nou càrrec com a Director de Competència en BMW, supervisant el seu reeixit retorn a la Fórmula 1 en el 2000.
A principis de 2006, Berger entra com a mànager general de l'equip Scuderia Toro Rosso, filial de Red Bull Racing en la Fórmula 1, i propietari del 50% de l'accionariat de l'equip.

## Resultats complets en Fórmula 1
(Carreres en negreta indica pole position)
| Any  | Equip            | 1       | 2       | 3       | 4       | 5       | 6       | 7       | 8       | 9       | 10      | 11      | 12      | 13      | 14      | 15      | 16      | 17      | Equip            | Posició | Pts |
| ---- | ---------------- | ------- | ------- | ------- | ------- | ------- | ------- | ------- | ------- | ------- | ------- | ------- | ------- | ------- | ------- | ------- | ------- | ------- | ---------------- | ------- | --- |
| 1984 | ATS-BMW          | BRA DNP | SDA DNP | BEL DNP | SMR DNP | FRA DNP | MON DNP | CAN DNP | USA DNP | USA DNP | GBR DNP | ALE DNP | AUT 12  | HOL DNP | ITA 6   | EUR Ret | POR 13  |         | ATS-BMW          | 23º     | 0   |
| 1985 | Arrows-BMW       | BRA Ret | POR Ret | SMR Ret | MON Ret | CAN 13  | USA 11  | FRA Ret | GBR 8   | ALE 7   | AUT Ret | HOL 9   | ITA Ret | BEL 7   | EUR 10  | SDA 5   | AUS 6   |         | Arrows-BMW       | 20º     | 3   |
| 1986 | Benetton-BMW     | BRA 6   | ESP 6   | SMR 3   | MON Ret | BEL 10  | CAN Ret | USA Ret | FRA Ret | GBR Ret | ALE 10  | HUN Ret | AUT 7   | ITA 5   | POR Ret | MEX 1   | AUS Ret |         | Benetton-BMW     | 7º      | 17  |
| 1987 | Ferrari          | BRA 4   | SMR Ret | BEL Ret | MON 4   | USA 4   | FRA Ret | GBR Ret | ALE Ret | HUN Ret | AUT Ret | ITA 4   | POR 2   | ESP Ret | MEX Ret | JPN 1   | AUS 1   |         | Ferrari          | 5º      | 36  |
| 1988 | Ferrari          | BRA 2   | SMR 5   | MON 2   | MEX 3   | CAN Ret | USA Ret | FRA 4   | GBR 9   | ALE 3   | HUN 4   | BEL Ret | ITA 1   | POR Ret | ESP 6   | JPN 4   | AUS Ret |         | Ferrari          | 3º      | 41  |
| 1989 | Ferrari          | BRA Ret | SMR Ret | MON DNP | MEX Ret | USA Ret | CAN Ret | FRA Ret | GBR Ret | ALE Ret | HUN Ret | BEL Ret | ITA 2   | POR 1   | ESP 2   | JPN Ret | AUS Ret |         | Ferrari          | 7º      | 21  |
| 1990 | McLaren-Honda    | USA Ret | BRA 2   | SMR 2   | MON 3   | CAN 4   | MEX 3   | FRA 5   | GBR 14  | ALE 3   | HUN 16  | BEL 3   | ITA 3   | POR 4   | ESP Ret | JPN Ret | AUS 4   |         | McLaren-Honda    | 4º      | 43  |
| 1991 | McLaren-Honda    | USA Ret | BRA 3   | SMR 2   | MON Ret | CAN Ret | MEX Ret | FRA Ret | GBR 2   | ALE 4   | HUN 4   | BEL 2   | ITA 4   | POR Ret | ESP Ret | JPN 1   | AUS 3   |         | McLaren-Honda    | 4º      | 43  |
| 1992 | McLaren-Honda    | RSA 5   | MEX 5   | BRA Ret | ESP 4   | SMR Ret | MON Ret | CAN 1   | FRA Ret | GBR 5   | GER Ret | HUN 3   | BEL Ret | ITA 4   | POR 2   | JPN 2   | AUS 1   |         | McLaren-Honda    | 5º      | 49  |
| 1993 | Ferrari          | RSA 6   | BRA Ret | EUR Ret | SMR Ret | ESP 6   | MON 14  | CAN 4   | FRA 14  | GBR Ret | ALE 6   | HUN 3   | BEL 10  | ITA Ret | POR Ret | JPN Ret | AUS 5   |         | Ferrari          | 8º      | 12  |
| 1994 | Ferrari          | BRA Ret | PFC 2   | SMR Ret | MON 3   | ESP Ret | CAN 4   | FRA 3   | GBR Ret | GER 1   | HUN 12  | BEL Ret | ITA 2   | POR Ret | EUR 5   | JPN Ret | AUS 2   |         | Ferrari          | 3º      | 41  |
| 1995 | Ferrari          | BRA 3   | ARG 6   | SMR 3   | ESP 3   | MON 3   | CAN 11  | FRA 12  | GBR Ret | GER 3   | HUN 3   | BEL Ret | ITA Ret | POR 4   | EUR Ret | PFC 4   | JPN Ret | AUS Ret | Ferrari          | 6º      | 31  |
| 1996 | Benetton-Renault | AUS 4   | BRA Ret | ARG Ret | EUR 9   | SMR 3   | MON Ret | ESP Ret | CAN Ret | FRA 4   | GBR 2   | GER 13  | HUN Ret | BEL 6   | ITA Ret | POR 6   | JPN 4   |         | Benetton-Renault | 6º      | 21  |
| 1997 | Benetton-Renault | AUS 4   | BRA 2   | ARG 6   | SMR Ret | MON 9   | ESP 10  | CAN DNP | FRA DNP | GBR DNP | GER 1   | HUN 8   | BEL 6   | ITA 7   | AUT 10  | LUX 4   | JPN 8   | EUR 4   | Benetton-Renault | 5º      | 27  |